# Richard Fancy
Richard Fancy (Evanston (Illinois), 2 augustus 1943) is een Amerikaans acteur.

## Biografie
Fancy werd geboren in Evanston (Illinois) en begon in 1982 met acteren in de korte film Supervisors. Hierna heeft hij in meer dan honderd televisieseries en films gespeeld, zoals Tango & Cash (1989), What About Bob? (1991), Species (1995), Nixon (1995), Seinfeld (1991-1998), Being John Malkovich (1999), The District (2000-2004), The Onion Movie (2008) en General Hospital (2002-2012).
Fancy is in 1965 getrouwd en heeft hieruit twee kinderen.

## Filmografie

### Films
Selectie:
- 2008 The Onion Movie – als Kenneth Garber
- 2006 Hollywoodland – als Alford Van Ronkel
- 2004 The Girl Next Door – als Mr. Peterson
- 2002 Moonlight Mile – als Mr. Meyerson
- 1999 Being John Malkovich – als Johnson Heyward
- 1995 Nixon – als Mel Laird
- 1995 Species – als dokter
- 1991 What About Bob? – als minister
- 1989 Tango & Cash – als Nolan

### Televisieseries
Selectie:
- 2002-2012 General Hospital – als Bernie Abrams – 48 afl.
- 2005 Boston Legal – als pastoor Michael Ryan – 2 afl.
- 2000-2004 The District – als Bruce Logan – 13 afl.
- 2003 Carnivàle – als psychiater – 2 afl.
- 1991-1998 Seinfeld – als Mr. Lippman – 10 afl.
- 1997 3rd Rock from the Sun – als rechter Debelko – 2 afl.
- 1987-1993 L.A. Law – als Norman Klein – 3 afl.
- 1991-1992 Doogie Howser, M.D. – als Howard Stewart – 2 afl.
- 1992 The Wonder Years – als Dr. Valenti – 2 afl.
- 1991 Nurses – als Dr. Moss – 2 afl.
- 1988-1990 It's Garry Shandling's Show. – als Mr. Stravely – 9 afl.

- Bibliothèque nationale de France: cb14176239c (data)
- Gemeinsame Normdatei: 106129384X
- International Standard Name Identifier: 0000 0000 0137 6852
- Library of Congress Control Number: no2002113051
- Virtual International Authority File: 71602423